# BB Trần
Trần Phan Quốc Bảo (sinh ngày 20 tháng 8 năm 1990), thường được biết đến với nghệ danh BB Trần, là một nam diễn viên, nghệ sĩ hài kiêm người mẫu người Việt Nam.

## Tiểu sử và sự nghiệp

### 1990–2008
BB Trần tên thật là Trần Phan Quốc Bảo, sinh ngày 20 tháng 8 năm 1990 tại Châu Đốc, An Giang. Từ nhỏ, BB Trần là người có nhiều sở thích. Anh thích hát, thích làm người mẫu và thích hội họa. Anh có chút khả năng về mỹ thuật và được bạn bè người thân khuyên anh đi thi ngành Thiết kế thời trang nhưng anh đã trượt kỳ thi tuyển.

### 2009–2015
Anh tham gia lớp đào tạo ngắn hạn về người mẫu và bắt đầu làm quen với nhiều bạn mới – là những thành viên của nhóm BB&BG về sau. Bắt đầu từ năm 2009, anh là trưởng nhóm hài YouTube BB&BG (với Vũ Trần Kim Nhã, Tiko Tiến Công, Lâm Á Hân, Tuti Minh Tú, Thịnh Nguyễn, KenNet, Văn Nguyễn, Quỳnh Trân và Tommiez). Nhóm được khán giả chú ý với hàng loạt clip "Anh không đòi quà", "Cô bé bán diêm", "Tình yêu tuổi học trò" và "Tiên hám chuối". Tuy nhiên sau đó, anh đã dần tách ra để hoạt động riêng và đạt được những thành công nhất định.

### 2016–nay
Sau khi tách nhóm hài, anh thành lập kênh YouTube cá nhân mang tên mình. Đồng thời tự sản xuất các clip parody đạt lượt view cao như: "Bao giờ lấy chồng?", "Nơi này có anh", "Gửi người yêu cũ", "Anh cứ đi đi", "Ghen" và "Bùa yêu". Trong các clip của mình, BB Trần tự sản xuất, đóng vai chính, lên ý tưởng kịch bản. Anh nổi bật với lới diễn xuất hài hước nhưng không quá lố lăng trong các vai diễn giả gái. BB Trần nổi tiếng với các clip tự sản xuất trên kênh YouTube cá nhân, tham gia diễn xuất trong clip của nhiều nghệ sĩ khác. Anh tham gia diễn xuất hài kịch trên sân khấu trong và ngoài nước, làm người mẫu ảnh, trình diễn thời trang. Bên cạnh đó, anh còn là khách mời quen thuộc trong các gameshow truyền hình.
Ngoài ra, anh còn là người mẫu ảnh, tham gia trình diễn thời trang. Anh là khách mời quen thuộc tại các gameshow truyền hình như: Giọng ải giọng ai, Người bí ẩn, Sàn đấu ca từ, Thiên đường ẩm thực, Ơn giời cậu đây rồi, Giọng ca bí ẩn và Chạy đi chờ chi.

## Đời tư
BB Trần là người đồng tính và công khai với gia đình lúc 20 tuổi.

## Sự nghiệp thời trang

### Trình diễn thời trang
| Năm  | Vị trí  | Show diễn                                             | Nhà thiết kế              |
| ---- | ------- | ----------------------------------------------------- | ------------------------- |
| 2018 | Model   | Do Long Spring Summer Fashion Show                    | Đỗ Long                   |
| 2019 | Model   | Vietnam International Fashion Week Spring Summer 2020 | Thương hiệu Bảo Bảo House |
| 2020 | Vedette | Asian Kids Fashion Week 2020                          | Nguyễn Huy Quang          |
| 2020 | Model   | Ivan Tran Fashion Show                                | Ivan Trần                 |

## Sự nghiệp diễn xuất

### Phim
| Năm  | Tên phim                                | Vai                 | Thể loại         |
| ---- | --------------------------------------- | ------------------- | ---------------- |
| 2012 | My best gay friend - Bộ ba đĩ thõa      | Diễn viên khách mời | Phim chiếu mạng  |
| 2014 | Chàng Ngố biết yêu                      | Học sinh đầu gấu    | Phim ngắn        |
| 2015 | Oan hồn                                 | Dũng sĩ diệt ma     | Phim điện ảnh    |
| 2015 | Like - Tình yêu - Thời trang - Khăn rằn | Hoàng Lâm           | Phim truyền hình |
| 2016 | Bản năng nguy hiểm                      | Trường              | Phim truyền hình |
| 2017 | Biệt đội 1-0-2                          | Hoàng Khang         | Phim chiếu mạng  |
| 2017 | Rừng xanh kỳ lạ truyện                  | Nhật Minh           | Phim điện ảnh    |
| 2018 | Nam Phi liên hoàn kế                    | Đông Phi            | Phim chiếu mạng  |
| 2019 | Chị Mười Ba                             | Đào Hoa             | Phim chiếu mạng  |
| 2021 | Chị em song sinh                        | Sò                  | Phim chiếu mạng  |
| 2021 | Gia đình cục súc                        | Cô giáo ngữ văn     | Phim chiếu mạng  |

### Chương trình truyền hình, chiếu mạng
| Năm         | Tên chương trình                   | Vai trò                    |
| ----------- | ---------------------------------- | -------------------------- |
| 2014        | Yan Star - Không ai khác ngoài bạn | Khách mời                  |
| 2015        | Danh hài đất việt                  | Diễn viên                  |
| 2016        | Một trăm triệu một phút (mùa 2)    | Người chơi                 |
| 2016        | Thiên đường ẩm thực (mùa 2)        | Khách mời                  |
| 2016        | Bếp chiến                          | Khách mời                  |
| 2017        | Thiên đường ẩm thực (mùa 3)        | Khách mời                  |
| 2017        | Một trăm triệu một phút (mùa 3)    | Người chơi                 |
| 2018        | Thiên đường ẩm thực (mùa 4)        | Khách mời                  |
| 2018        | Nhanh như chớp (mùa 1)             | Người chơi                 |
| 2018        | Một trăm triệu một phút (mùa 4)    | Người chơi                 |
| 2018        | Nhanh như chớp nhí (mùa 1)         | Đội trưởng                 |
| 2018        | Sàn đấu ca từ (mùa 2)              | Đội trưởng                 |
| 2018        | Ơn giời cậu đây rồi (mùa 5)        | Khách mời                  |
| 2018        | Giọng ca bí ẩn (mùa 1)             | Khách mời                  |
| 2018        | Giọng ải giọng ai (mùa 3)          | Khách mời                  |
| 2018        | Đấu trường 9+                      | Khách mời                  |
| 2019        | Chạy đi chờ chi                    | Thành viên chính           |
| 2019        | Người bí ẩn (mùa 6)                | Khách mời                  |
| 2019        | Giọng ải giọng ai (mùa 4)          | Khách mời                  |
| 2019        | 7 nụ cười xuân (mùa 2)             | Khách mời                  |
| 2019        | Người ấy là ai (mùa 2)             | Bình luận viên             |
| 2020        | Ca sĩ bí ẩn (mùa 4)                | Khách mời                  |
| 2020        | Tết nay ăn gì                      | Khách mời                  |
| 2020        | 7 nụ cười xuân (mùa 3)             | Khách mời                  |
| 2020        | Góc bếp thông minh                 | Khách mời                  |
| 2020        | Người một nhà                      | Khách mời                  |
| 2020        | Giọng ải giọng ai (mùa 5)          | Giọng ca bí ẩn             |
| 2020        | Nhanh như chớp (mùa 3)             | Người chơi                 |
| 2020        | Chọn ai đây (mùa 1)                | Cố vấn                     |
| 2020        | Tường lửa (mùa 2)                  | Người chơi                 |
| 2020        | Bếp vui bùng vị                    | Người chơi                 |
| 2020 - 2021 | Sự thật thật sự (mùa 2)            | Biện luận viên             |
| 2021        | Ký ức vui vẻ (mùa 3)               | Khách mời                  |
| 2021        | Chọn đâu cho đúng (mùa 2)          | Đội trưởng khách mời       |
| 2021        | Giác quan thứ 6 (mùa 3)            | Khách mời                  |
| 2021        | Ẩm thực kỳ thú (mùa 2)             | Khách mời                  |
| 2021        | Lạ lắm à nha                       | Khách mời                  |
| 2021        | Nhà vô địch                        | Bình luận viên             |
| 2022        | Chơi hay chia                      | Dẫn chương trình khách mời |
| 2022        | Chọn ai đây (mùa 2)                | Cố vấn                     |
| 2022        | 5 giây thành triệu phú             | Ban tư vấn                 |
| 2023        | Chạy đâu cho thoát                 | Thành viên chính           |
| 2024        | Anh trai vượt ngàn chông gai       | Anh tài                    |
| 2024        | The Khang Show                     | Khách mời                  |
| 2025        | Gia đình Haha                      | Khách mời                  |

### Diễn xuất
| Năm         | Tựa                               | Gốc                                                                              | Thể loại                            | Vai trò   |
| ----------- | --------------------------------- | -------------------------------------------------------------------------------- | ----------------------------------- | --------- |
| 2014        | Giấc mơ hoang dại                 | Để Mai tính 2 (phim điện ảnh)                                                    | Parody                              | Diễn xuất |
| 2015        | Ngày mai                          | Vũ điệu cồng chiêng (trend) - Tóc Tiên                                           | Parody                              | Nhảy múa  |
| 2017        | Ghen                              | Ghen (MV) - Khắc Hưng, Erik, Min                                                 | Parody                              | Diễn xuất |
| 2017        | Đâu chỉ riêng em                  | Đâu chỉ riêng em (MV) - Mỹ Tâm                                                   | Parody                              | Diễn xuất |
| 2017        | Mẹ chồng khó tính                 | Sống chung với mẹ chồng (phim truyền hình) - NSND Lan Hương, Bảo Thanh, Anh Dũng | Parody                              | Diễn xuất |
| 2017        | Cả một trời thương nhớ            | Cả một trời thương nhớ (MV) - Hồ Ngọc Hà                                         | Parody                              | Diễn xuất |
| 2017        | Thanh xuân                        | Thanh xuân (MV) - Đào Bá Lộc                                                     | Parody                              | Diễn xuất |
| 2018        | Anh đang ở đâu đấy anh?           | Anh đang ở đâu đấy anh? (MV) - Hương Giang                                       | Parody                              | Diễn xuất |
| 2018        | Em muốn anh đưa em về             | Em muốn anh đưa em về (MV) - Hồ Ngọc Hà                                          | Parody                              | Diễn xuất |
| 2018        | Như lời đồn                       | Như lời đồn (MV) - Bảo Anh                                                       | Parody                              | Diễn xuất |
| 2018        | Bùa yêu                           | Bùa yêu (MV) - Bích Phương                                                       | Parody                              | Diễn xuất |
| 2018        | Talk to me - Có nên dừng lại      | Talk to me - Có nên dừng lại (MV) - Chi Pu                                       | Parody                              | Diễn xuất |
| 2018        | Người lạ ơi                       | Người lạ ơi (MV) - Karik, Orange, Superbrothers                                  | Parody                              | Diễn xuất |
| 2018        | Túp lều lý tưởng (789 Mười OST)   | Túp lều lý tưởng (789 Mười OST) (MV) - Hoàng Thi Thơ                             | Parody                              | Diễn xuất |
| 2019        | Đi đu đưa đi                      | Đi đu đưa đi (MV) - Bích Phương                                                  | Parody                              | Diễn xuất |
| 2019        | Để Mị nói cho mà nghe             | Để Mị nói cho mà nghe (MV) - Hoàng Thùy Linh                                     | Parody                              | Diễn xuất |
| 2019        | Tình có như không                 | Tình có như không (Ca khúc) - Trần Thiện Thanh                                   | Parody                              | Ca hát    |
| 2019        | Truyền thái y                     | —                                                                                | Video âm nhạc                       | Diễn xuất |
| 2019        | Hai bàn tay                       | —                                                                                | Video âm nhạc                       | Diễn xuất |
| 2019        | Đây là một bài hát vui            | —                                                                                | Video âm nhạc                       | Diễn xuất |
| 2019        | Đớp thính chưa nà                 | —                                                                                | Video âm nhạc                       | Diễn xuất |
| 2019        | Vẻ đẹp 4.0                        | —                                                                                | Video âm nhạc                       | Diễn xuất |
| 2020        | Người đến sau sẽ cho người tất cả | —                                                                                | Video âm nhạc                       | Diễn xuất |
| 2021        | 72 phép thần thông                | —                                                                                | Video âm nhạc                       | Diễn xuất |
| 2021        | Sài Gòn đau lòng quá              | Sài gòn đau lòng quá (Ca khúc) - Hoàng Duyên, Hứa Kim Tuyền                      | Video âm nhạc                       | Ca hát    |
| 2023        | Thổ                               | —                                                                                | Video âm nhạc                       | Diễn xuất |
| 2024 - 2025 | Idol lên live                     | —                                                                                | Hài kịch kết hợp mua sắm trực tuyến | Diễn xuất |
| 2025        | Sao là sao                        | —                                                                                | Hài kịch kết hợp mua sắm trực tuyến | Diễn xuất |

### Kịch
| Năm  | Vở                      | Đạo diễn            | Sân khấu     |
| ---- | ----------------------- | ------------------- | ------------ |
| 2018 | Thâm cung nội chiến     | Ngọc Hùng           | Thế Giới Trẻ |
| 2018 | Tình trai (Trai yêu)    | Ngọc Hùng           | Thế Giới Trẻ |
| 2018 | Mỹ nhân kế              | NSND Trần Ngọc Giàu | Thế Giới Trẻ |
| 2018 | Mua chồng               | NSƯT Trần Minh Ngọc | Thế Giới Trẻ |
| 2018 | Tình kỹ nữ              | Phúc Zelo           | Thế Giới Trẻ |
| 2018 | Quỷ sống                | Gia Bảo             | Thế Giới Trẻ |
| 2018 | Sứ giả thiên đường      | Bùi Quốc Bảo        | Thế Giới Trẻ |
| 2019 | Thanh Xà Bạch Xà        | Ngọc Hùng           | Thế Giới Trẻ |
| 2019 | Chuyện 2 chàng          | Ngọc Hùng           | Thế Giới Trẻ |
| 2019 | Ngôi làng ma            | Ngọc Hùng           | Thế Giới Trẻ |
| 2020 | Thần tiên cũng nổi điên | Cao Tấn Lộc         | Thế Giới Trẻ |
| 2020 | Hồn ma cô đào hát       | Ngọc Hùng           | Thế Giới Trẻ |
| 2020 | Cuộc chiến sắc đẹp      | Ngọc Hùng           | Thế Giới Trẻ |
| 2021 | Lò võ tiếu lâm          | Ngọc Hùng           | Thế Giới Trẻ |